# Quartier du Pont-de-Flandre

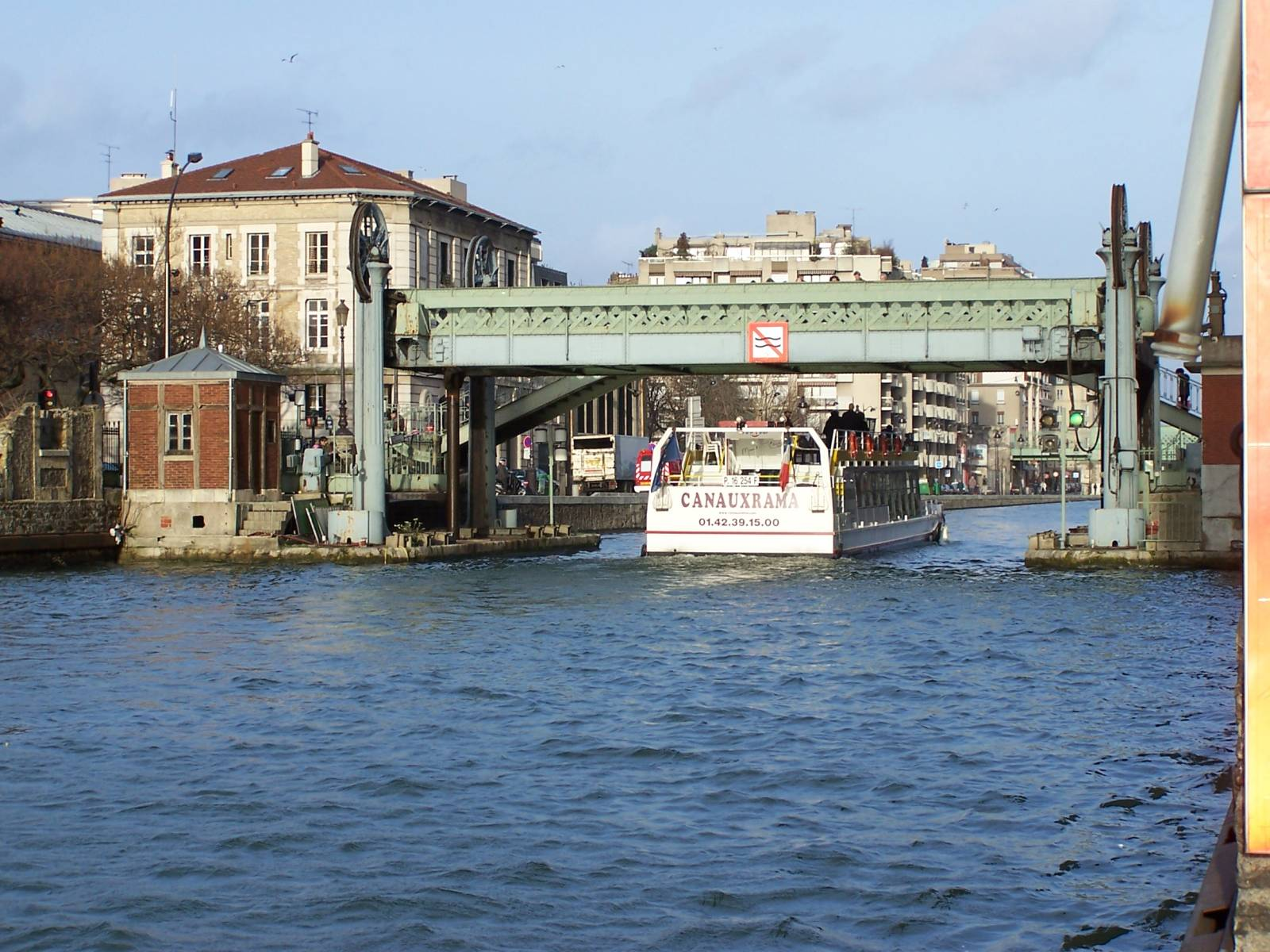
Zdvižený Flanderský most

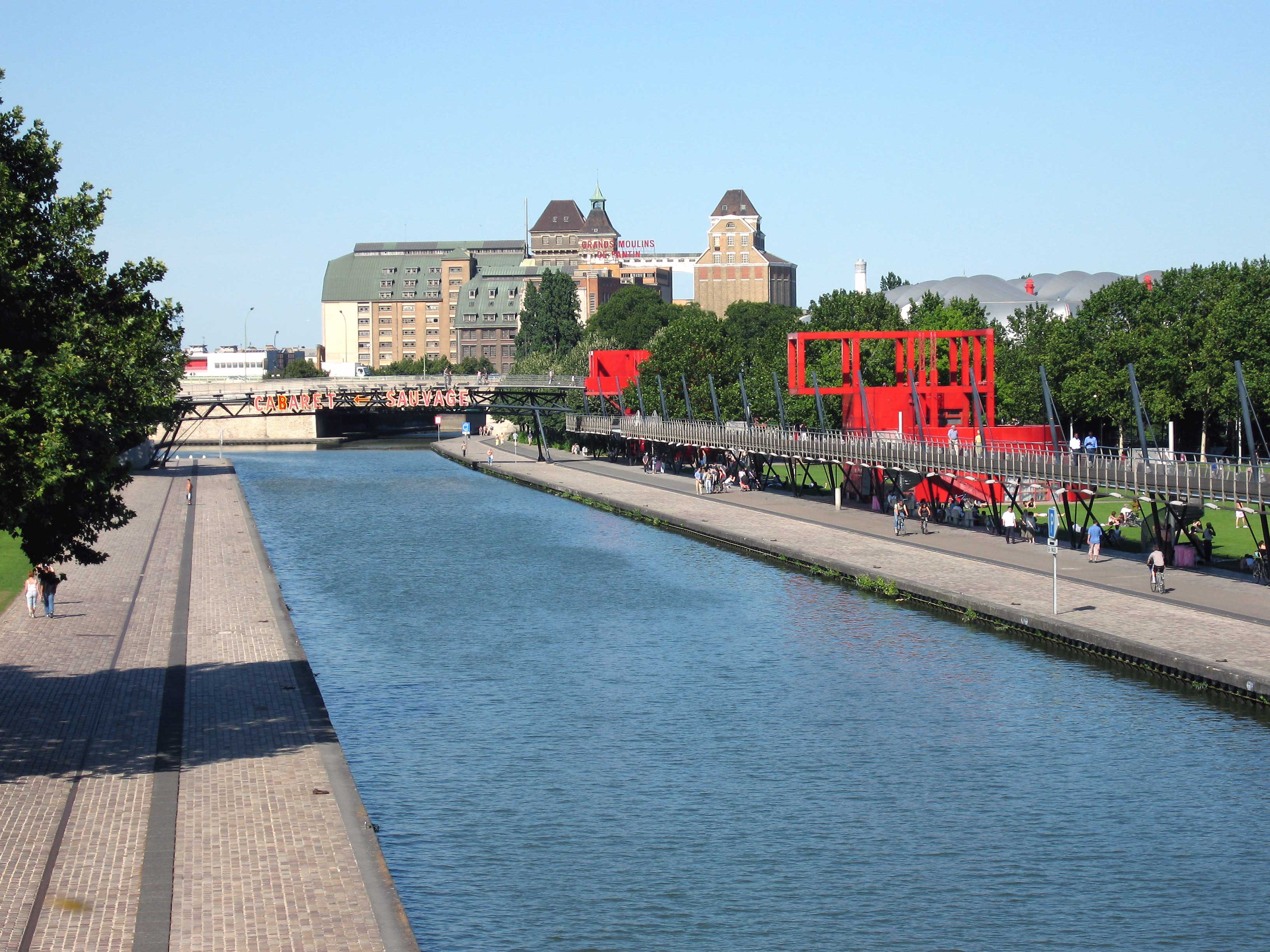
Parc de la Villette

Quartier du Pont-de-Flandre (čtvrť Flanderský most) je 74. administrativní čtvrť v Paříži, která je součástí 19. městského obvodu. Má rozlohu 237,7 ha a ohraničují ji Boulevard périphérique na severu a na západě, Avenue Jean-Jaurès na jihu, Rue de l'Ourcq na jihozápadě a Rue d'Aubervilliers na východě.

## Historie
Čtvrť byla pojmenována podle jediného zvedacího mostu v Paříži, který se nachází na vodním kanálu Bassin de la Villette. Samotný most se ovšem nachází na území sousední čtvrti Villette. Značnou část rozlohy čtvrtě zabírá park Villette, který byl vybudován na místě městských jatek. Veřejná zeleň proto tvoří 21% plochy čtvrti Pont-de-Flandre.

## Vývoj počtu obyvatel
| Rok sčítání | Počet obyvatel | Hustota zalidnění (ob./km²) |
| ----------- | -------------- | --------------------------- |
| 1954        | 15 666         | 6 591                       |
| 1962        | 15 067         | 6 339                       |
| 1968        | 14 041         | 5 907                       |
| 1975        | 18 235         | 7 671                       |
| 1982        | 21 292         | 8 958                       |
| 1990        | 22 013         | 9 291                       |
| 1999        | 24 584         | 10 342                      |